# Liebe unter schwarzen Segeln
Liebe unter schwarzen Segeln (Originaltitel:  Fortunes of Captain Blood) ist ein US-amerikanischer Piratenfilm des Regisseurs Gordon Douglas aus dem Jahr 1950, der auf dem 1922 erschienenen Roman Peter Bluts Odyssee von Rafael Sabatini basiert.

## Handlung
Dr. Peter Blood ist ein irischer Arzt, der während der Monmouth Revolte verhaftet wurde, weil er einen verwundeten irischen Rebellen versorgt hatte. Er wird als Sklave auf die westindischen Inseln verkauft. Er kann entkommen und wird Kapitän des Schiffes „Avenger“. Er und seine Seeleute werden zu gefürchteten Piraten, die bevorzugt spanische Schiffe entern und plündern.
König Karl II. von Spanien beauftragt den Marquis de Riconete den gefürchteten Seeräuber zu fangen, damit die Angriffe auf Schiffe unter spanischer Flagge aufhören. Als Blood seine Vorräte auf einer spanischen Insel auffrischen will, werden seine Männer vom Sklavenhändler Fairfax verraten. Der Marquis versucht mittels Folter den Aufenthaltsort ihres Kapitäns von den Seemännern zu erfahren.
Blood verkleidet sich als Gemüsehändler um seine Männer zu finden und zu befreien. Er begegnet Pepita Rosados, mit der er sich anfreundet. Sie erzählt ihm, dass viele Sklaven von Fairfax sterbenskrank seien. Blood sucht Fairfax auf um ihn zur Hilfe zu zwingen. Dabei erfährt er, dass der Sklavenhändler Probleme mit einer Nichte des Marquis hat, mit Isabelita Sotomayor.
Der Marquis verdächtigt Fairfax der Unterstützung Bloods und lässt seine Männer heimlich seiner Nichte zum Haus des Sklavenhändlers folgen. Isabelita versucht Fairfax dazu zu bringen, mit ihr zum spanischen Festland zu segeln. Nach dem Gespräche greifen die Männer des Marquis an. Der immer noch als Gemüsehändler verkleidete Blood kann den verwundeten Fairfax zu einer Taverne bringen und in dort versorgen. Er verspricht Isabelita, sie zum Festland zu bringen, wenn sie sich bei ihrem Onkel für Fairfax einsetze. Blood erfährt, wie das Siegel des Marquis aussieht und versucht es zu fälschen.
Mit einem gefälschten Brief will Blood seine Leute aus dem Verlies holen, doch der Betrug wird erkannt. Blood kann mit seinen Männern jedoch entkommen. Der Marquis will nicht davon ablassen, Blood zu fangen. Isabelita erfährt, dass er den Tavernenbesitzer foltern lassen will. Sie glaubt, dass Blood schon abgesegelt sei und verrät seinen Aufenthaltsort, um dem Tavernenbesitzer die Folter zu ersparen.
Die ankommende Flut hat verhindert, dass Blood sich absetzen kann. Der Marquis kann ihn auf See stellen. Bei dem folgenden Kampf wird das Schiff des Marquis in Brand geschossen, der nun versucht, Bloods Schiff zu rammen. Bloods Männer können das gegnerische Schiff jedoch zerstören. Nach ihrem Sieg segeln Blood und seine Männer davon, während Isabelita auf der Insel bleibt und dort eine neue Regierung einsetzt, die die Sklaverei abschafft.

## Kritiken
Das Lexikon des internationalen Films bezeichnete den Film als  „kampffreudige Seeabenteuer, routiniert in Szene gesetzt; insgesamt ein schwächeres Remake von Michael Curtiz  „Unter Piratenflagge“ USA 1935.“

## Hintergrund
Die Uraufführung fand am 19. Mai 1950 statt. In Deutschland wurde der Film erstmals am 15. März 1951 gezeigt.
Sabatinis Roman diente mehreren Filmen als Grundlage. Schon 1924 spielte J. Warren Kerrigan den Piraten in einem Stummfilm. 1935 folgte dann Unter Piratenflagge von Michael Curtiz, mit dem Errol Flynn ein Star wurde. Louis Hayward spielte den Piraten 1952 noch einmal in Die schwarze Isabell (Captain Pirate) von Ralph Murphy. Eine weitere Verfilmung folgte 1992, die sowjetisch-französische Produktion Odisseya Kapitana Blada von Andrei Prachenko mit Yves Lambrecht in der Titelrolle.
Der deutsche Emigrant Curt Bois spielte hier seine letzte Hollywood-Rolle; gleich in Anschluss daran kehrte er nach Deutschland heim.